# 24105 Broughton
Broughton (asteroide 24105, com a designação provisória 1999 VE10) é um asteroide da cintura principal, a 2,2443473 UA. Possui uma excentricidade de 0,0413164 e um período orbital de 1 308,33 dias (3,58 anos).
Broughton tem uma velocidade orbital média de 19,46638683 km/s e uma inclinação de 7,35553º.
Este asteroide foi descoberto em 9 de Novembro de 1999 por Charles Juels.
O seu nome é uma homenagem ao astrônomo australiano John Broughton.